# Wilhelm Hansen (försäkringsman)
Wilhelm Hansen, född 27 november 1868, död 4 februari 1936, var en dansk försäkringsman och konstsamlare.
Hansen intresserade sig för folkförsäkring och instiftade 1896 Dansk Folkeforsikringsanstalt och var från 1905 direktör i Hafnia. Under början av 1900-talet intresserade sig Hansen även livligt för konstens utveckling Danmark och för åstadkommandet av en representativ samling franskt måleri från 1800-talet, särskilt dess sista decennier. Å sin egendom Ordrupgaard i Charlottenlund norr om Köpenhamn byggde han upp stora samlingar även av dansk konst; i en särskilt galleribyggnad inrymdes den franska samlingen, som under denna tid var den största i sitt slag i Norden, och började med de stora romantiska konstnärerna Eugène Delacroix, Camille Corot med flera, koncentrerade sig på de stora impressionisterna Édouard Manet, Claude Monet, Armand Guillaumin, Edgar Degas och utmynnade i Paul Cézanne och Paul Gauguins äldre produktion (till omkring 1900).
Ett av Wilhelm Hansens intressen var också att utveckla språket volapük.

## Utmärkelser
- Riddare av Dannebrogorden,  1909[2]
- Dannebrogsmännens hederstecken,  1921[2]
- Kommendör av Dannebrogorden,  1922[2]

[Redigera Wikidata]